# Cepheidae
Cepheidae é uma família de medusas da ordem Rhizostomeae.

## Géneros
- Cephea Péron & Lesueur, 1809
- Cotylorhiza L. Agassiz, 1862
- Netrostoma L. S. Schultze, 1898
- Polyrhiza L. Agassiz, 1862